# 中国湿地保护协会
中国湿地保护协会（英文：China Wetlands Association），简称中湿协（CWA），成立于2015年4月10日，是从事湿地保护相关工作的公益组织。
2015年10月23日，与台湾湿地学会签署了《海峡两岸湿地保护和可持续发展民间合作备忘录》。
2017年5月25日，国家林业局湿地保护管理中心和中国湿地保护协会的协调指导下成立中国国家湿地公园创先联盟。

## 历任会长
| 任期  | 姓名   |
| ----- | ------ |
| 2015- | 孙扎根 |